# Oltremura
L'Oltremura (anche Transmurania o Ultramurania; in sloveno Prekmurje, in prekmuro Prekmürsko, in ungherese Muravidék) è una delle sette province storiche della Slovenia (in sloveno pokrajine) che non hanno, come le regioni statistiche, valore amministrativo, ma solamente tradizionale e storico-geografico.
La provincia fa parte della regione statistica della Murania.
La provincia è situata nell'estremo nord-est del paese oltre il fiume Mura (da questo fatto deriva il nome, infatti Prekmurje significa oltre il fiume Mura).
La regione confina: con l'Austria a Nord-ovest, con l'Ungheria a Nord-est, a Sud con la Croazia e a Sud-ovest con la provincia della Stiria slovena. 
La regione è formata prevalentemente da una pianura e a causa di questo l'economia si basa sul settore agricolo. È la regione più povera della Slovenia.
Il capoluogo della regione è Murska Sobota. Altre città sono: Lendava, Dobrovnik, Turnišče, Beltinci e Črenšovci.

## Comuni

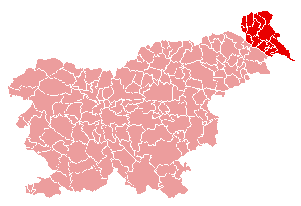
Le municipalità dell'Oltremura evidenziate in rosso

L'Oltremura è suddivisa in 19 municipalità o comuni:
Beltinci, Cankova, Črenšovci, Dobrovnik, Gornji Petrovci, Grad, Hodoš, Kobilje, Kuzma, Lendava, Moravske Toplice, Murska Sobota, Odranci, Puconci, Rogašovci, Šalovci, Tišina, Turnišče, Velika Polana.

## Popolazione
La maggioranza degli abitanti della regione sono di etnia slovena. C'è anche una rilevante minoranza ungherese, e piccola presenza sedentaria di popolazione Rom.